# テオドール・ヴィルヘルム・エンゲルマン
テオドール・ヴィルヘルム・エンゲルマン（Theodor Wilhelm Engelmann、1843年11月14日 - 1909年5月20日）は、ドイツの植物学者、生理学者、微生物学者、大学教授、音楽家。1882年に光合成活動におけるさまざまな色の光の影響を測定する実験を行い、葉緑体で光エネルギーから化学エネルギーへの変換が起きることを示した。

## 経歴
1861年から1862年までイェーナ大学で自然科学と医学を学び、その後ハイデルベルク大学、ゲッティンゲン大学、ライプツィヒ大学で学んだ。1867年、ライプツィヒ大学で医学博士号を取得した。
1870年からユトレヒト大学で生理学を教え、1877年に教授になった。1897年、ベルリン大学で生理学を教え始め、そこでArchiv für Anatomie und Physiologieの編集者にもなった。1908年に退官し、死ぬまで編集者を務めた。
1870年にオランダ王立芸術科学アカデミーの外国人会員となり、1897年に正会員となった。1895年王立協会からクルーニアン・メダル受賞。

## 科学的調査
エンゲルマンの生理学の分野への大きな貢献は1873年から1897年にかけての研究であり、ここで横紋筋の収縮を観察した。筋肉の繊維の目に見える帯に焦点を当て、異方帯の体積は収縮中に増加したが等方帯の体積は減少したと指摘した。彼は筋肉収縮を可能にしたのは2つの帯の間の相互作用であると理論づけた。
また、1875年にカエルを解剖する実験の後に、心臓の収縮がそれ以前に信じられていたような外部の神経刺激ではなく心筋自体により引き起こされていることを示した。
光合成に関する3つの重要な実験を行った。
1881年、アオミドロのストランド内の葉緑体への細菌の移動を観察した。エンゲルマンは、細菌が藻類の光合成的に活性な葉緑体により生成された酸素に反応して動いていると仮定した。これは細菌における正の走気性(positive aerotaxis)について最初に記録された観察の1つであった。1882年、カール・ツァイスにより設計および製造された装置を使用して、有名な作用スペクトルの実験を行った。改造した顕微鏡には、顕微鏡のスライド上に微視的スペクトルを生成できるプリズムがあり、この装置は異なる波長の光を分けて測定し、「マイクロ分光器」にすることもできた。エンゲルマンはこの装置を使用して可視スペクトルの光でシオグサ属(Cladophora)（アオミドロではなく）のストランドを照らし、異なる部分を異なる波長の光（光の色）にさらした。酸素を求める細菌B. termoをこの装置に加え、細菌がどこに蓄積したかを記録した（注：4年後、HauserはB. termoには誤ったラベルが付けられており、1種ではなく3種のプロテウス属の細菌であることを結論づけている）。細菌が群れているところにより、どの領域が最も高い酸素濃度であるかを見ることができた。彼は最も光合成的に活性な領域が細菌の濃度が最も高いと結論付けた。細菌は赤と紫の光の領域に蓄積し、このことはこれらの波長の光が最も光合成活動を起こしたことを示している。しかし、この実験は太陽を光源として使用したため多少の欠陥があった。彼は太陽がすべての可視光波長の光を同じ強度で放出するわけではないという事実を説明できなかった。ただし、植物色素のさらなる分析により、結果が有効であることが証明された。1年後、エンゲルマンは紅色細菌が同じように紫外光を利用することを発見した。

## 音楽的重要性
ヨハネス・ブラームスは、エンゲルマン（アマチュアのチェリストでありブラームスがユトレヒトを訪れた時にもてなした）に、弦楽四重奏曲第3番を献呈している。